# 日刊留萌新聞
日刊留萌新聞（にっかんるもいしんぶん）は、北海道の留萌管内1市6町1村をエリアに発行している地方新聞であり、夕刊紙として翌日の日付分が前日に本社所在地の留萌市近隣のみ配達されている。
月曜日および祝日の翌日の日付分は休刊としている。天塩郡幌延町が留萌管内に属していたときは同町も発行エリアだった。また、初山別村だけは未配達地域となっている。日本新聞協会には非加盟である。発行部数は公称10,220部。

## 概要
- 1958年（昭和33年）9月23日に創刊
- 2010年（平成22年）に題字をヨコに変更および記事の「原則署名化」を導入
- 2011年（平成23年）12月に空知新聞社と「緊急時における新聞発行相互援助協定」を締結
- 2012年（平成24年）3月末で北部支社（天塩郡天塩町）を閉鎖
- 2023年（令和5年）3月28日付紙面で、コストアップなどを理由に週2回の減ページを行い料金は据え置く。町村版～北から南から～は週2回休載して統合版にすると掲載
- 2025年（令和7年）3月30日付紙面で、羽幌支局閉鎖の告知および今後の取材は本社対応として、4月3日付紙面から2面の町村版～北から南から～を廃止して、全ページを統合版とすると掲載

## 取材拠点など
- 本社 - 北海道留萌市栄町2丁目8-23
  - 過去に設置されていた支社・支局
    - 北部支社（天塩郡天塩町）　2012年（平成24年）3月末で閉鎖
    - 羽幌支局（苫前郡羽幌町）　2025年（令和7年）3月末で閉鎖
      - 以前は中部支社となっていた。

## テレビ・ラジオ欄
夕刊紙につき発行日付の前日の夕方分も掲載されている。
テレビ欄
- フルサイズ
  - NHK、NHK教育、HBC、STV、HTB、UHB、TVH
- ハーフサイズ
  - NHK BS1、NHK BSプレミアム、WOWOWプライム

ラジオ欄
- ☆の局は深夜の番組のみ掲載。
  - NHK第1、NHK第2、HBC、STV、☆TBS、☆QR、☆LF、NHK-FM、AIR-G'（FM NORTH WAVEの番組表は掲載していない）